# Алехнович, Александр Владимирович
Александр Владимирович Алехнович (род. 30 мая 1971 года) — российский учёный-физиолог, член-корреспондент РАН (2025), профессор, полковник медицинской службы.

## Биография
Родился 30.05.1971.  в городе Велиж Смоленской области
В 1990 году окончил Невельское медицинское училище Псковской области по специальности фельдшер. 
В 1997 году — окончил Военно-медицинскую академию имени С. М. Кирова (факультет подготовки врачей для военно-морского флота), далее занимался вопросами обеспечения радиационной безопасности атомных подводных лодок Тихоокеанского флота, защитил кандидатскую диссертацию, посвященную вопросам радиационной гигиены, радиобиологии, радиационной безопасности и радиационной экологии.
С 2002 по 2011 год — работал на кафедре военной токсикологии и медицинской защиты Государственного института усовершенствования врачей Минобороны России.
В 2009 году — защитил докторскую диссертацию.
С 2010 по 2014 год — заместитель главного врача по научной работе Центральной детской клинической больницы Федерального медико-биологического агентства Российской Федерации.
С 2014 по 2017 год — Заведующий отделом №6 ФГБУ "Государственный научный центр Российской Федерации - Федеральный медицинский биофизический центр имени А.И. Бурназяна" Федерального медико-биологического агентства Российской Федерации, Председатель Проблемной комиссии №3 НТС ФМБА России, Член бюро НТС ФМБА России;
С 2017 года — по 2023 год — заведующий кафедрой радиационной гигиены имени академика Ф. Г. Кроткова Российской академии непрерывного медицинского образования Минздрава России, с 2023 года — профессор кафедры.
С 2017 по 2025 год — заместитель начальника ФГБУ 3 Центрального военного клинического госпиталя имени А. А. Вишневского Министерства обороны Российской Федерации по научной работе (с 2022 года - Национальный медицинский исследовательской центр высоких медицинских технологий - Центральный военный клинический госпиталь имени А.А. Вишневского Минобороны России).
С 2025 года по настоящее время — Руководитель дирекции научно-образовательного биомедицинского кластера "Трансляционная медицина" Российского университета дружбы народов имени Патриса Лумумбы
В 2025 году — избран членом-корреспондентом РАН от Отделения физиологических наук.

## Научная деятельность
Специалист в области клинической физиологии.
Автор 225 научных работ, из них 9 монографий и 14 учебных и методических изданий.
Член профильной комиссии Минздрава России по трансплантологии, заместитель главного редактора научно-практического журнала «Госпитальная медицина: наука и практика».
Член редакционной коллегии журналов «Радиационная гигиена», «Здоровье населения и среда обитания», заместитель главного редактора научно-практического журнала "Госпитальная медицина: наука и практика".
По его инициативе и проекту в 2022 году был создан первый в медицинской службе Вооруженных Сил Российской Федерации Национальный медицинский исследовательской центр высоких медицинских технологий (на базе ФГБУ "3 Центральный военный клинический госпиталь имени А.А. Вишневского" Минобороны России), организован Ученый совет НМИЦ ВМТ имени А.А. Вишневского, начата самостоятельная лицензионная образовательная деятельность в системе дополнительного профессионального образования медицинских кадров, включая ординатуру, в 2018 году сформирована редакция нового научно-практического журнала "Госпитальная медицина: наука и практика", включенного в 2020 году в перечень изданий, рекомендованных ВАК Минобрнауки России к опубликованию результатов диссертационных исследований по 12 научным специальностям.
Под его научным руководством подготовлено и защищено 4 кандидатских диссертации.

## Награды
- Заслуженный работник здравоохранения Российской Федерации